# Leith Lende
Leith-Ann Lende (1954) è un'ex sciatrice alpina statunitense, vincitrice della Can-Am Cup nel 1974.

## Biografia
Sciatrice polivalente originaria di Castleton-on-Hudson, la Lende esordì in Coppa del Mondo il 2 marzo 1973 a Mont-Sainte-Anne in slalom gigante (45ª) e nella stagione 1973-1974 in Can-Am Cup vinse sia la classifica generale, sia quelle di slalom gigante e di slalom speciale; in Coppa del Mondo conquistò il miglior risultato il 29 gennaio 1975 a Saint-Gervais-les-Bains in slalom speciale (24ª) e prese per l'ultima volta il via il 31 gennaio successivo a Chamonix in discesa libera (44ª), suo ultimo risultato agonistico. Non prese parte a rassegne olimpiche o iridate.

## Palmarès

### Can-Am Cup/Nor-Am Cup
- Vincitrice della Can-Am Cup nel 1974
- Vincitrice della classifica di slalom gigante nel 1974
- Vincitrice della classifica di slalom speciale nel 1974[senza fonte]